# Campsicnemus planitibia
Campsicnemus planitibia är en tvåvingeart som beskrevs av Octave Parent 1939. Campsicnemus planitibia ingår i släktet Campsicnemus och familjen styltflugor. Inga underarter finns listade i Catalogue of Life.